# Florida Adentro
Florida Adentro es un barrio ubicado en el municipio de Florida en el estado libre asociado de Puerto Rico. En el Censo de 2010 tenía una población de 12.680 habitantes y una densidad poblacional de 321,62 personas por km².

## Geografía
Florida Adentro se encuentra ubicado en las coordenadas 18°22′21″N 66°33′30″O / 18.37250, -66.55833. Según la Oficina del Censo de los Estados Unidos, Florida Adentro tiene una superficie total de 39.42 km², de la cual 39.39 km² corresponden a tierra firme y (0.09%) 0.03 km² es agua.

## Demografía
Según el censo de 2010, había 12.680 personas residiendo en Florida Adentro. La densidad de población era de 321,62 hab./km². De los 12.680 habitantes, Florida Adentro estaba compuesto por el 90.43% blancos, el 4.62% eran afroamericanos, el 0.3% eran amerindios, el 0.06% eran asiáticos, el 0.01% eran isleños del Pacífico, el 2.85% eran de otras razas y el 1.74% pertenecían a dos o más razas. Del total de la población el 99.56% eran hispanos o latinos de cualquier raza.